# Thürham
Thürham ist ein Stadtteil von Bad Aibling in Bayern, der sich unmittelbar nördlich an die Stadtmitte anschließt.

## Geschichte
Die frühere Einöde Thürham wurde als Teorhage erstmals 804 urkundlich erwähnt. Der Ort war aber vermutlich bereits viel früher besiedelt, in spätrömischer Zeit soll sich hier ein Mithrastempel befunden haben. Damals lag Thürham an der römischen Verbindungsstraße zwischen Pons Aeni (Rosenheim) und Kleinhelfendorf, einem Teilabschnitt der Römerstraße von Salzburg nach Augsburg. Später hatte man hier mutmaßlich die älteste Kirche der Gegend errichtet.
1524 wurde die Thürhamer St.-Georgs-Kapelle erstmals erwähnt, die 1804 im Zuge der Säkularisation abgebrochen wurde. Die Steine wurden für den Bau eines Schulhauses auf dem Aiblinger Hofberg verwendet, während eine Reiterstatue des Heiligen Georg nach Westerham gebracht wurde.
Thürham war ursprünglich eine Mühle an dem aus der Glonn ausgeleiteten Mühlbach. Diese gehörte im ausgehenden Mittelalter zur Hauptmannschaft Mietraching im Amt Aibling im Aiblinger Landgericht. Mit dem Gemeindeedikt im Jahr 1818 wurde Thürham Teil der neu gebildeten Gemeinde Mietraching. Thürham gehört nach wie vor zur Gemarkung Mietraching innerhalb des Stadtgebiets von Bad Aibling.
Am südlichen Teil Thürhams, am Übergang zur Stadtmitte befinden sich seit dem Mittelalter das Schloss Prantseck und die Hofmühle, die auf den Wirtschaftshof der Kaiserpfalz zurückgeht.
1999 wurde in Thürham ein Ökopark zur Stromerzeugung aus regenerativen Energiequellen eingerichtet. Die ehemalige Mühle ist heute ein Wasserkraftwerk.

## Sehenswürdigkeiten
- Gedenkstein am Platze der ehemaligen St.-Georgs-Kirche
- Hofmühle
- Schloss Prantseck

Koordinaten: 47° 52′ N, 12° 1′ O